# スカイフィールドコーポレーション
株式会社スカイフィールドコーポレーションは、東京都豊島区に本社を置く建設会社である。

## 概要
首都圏（関東1都6県と山梨県）での総合建設事業を行っている。

## 沿革
- 2015年（平成27年） - 東京都豊島区に株式会社スカイフィールドコーポレーションを設立。
- 2022年（令和4年） - 本社を別ビルに移転。